# Чертополох поникающий

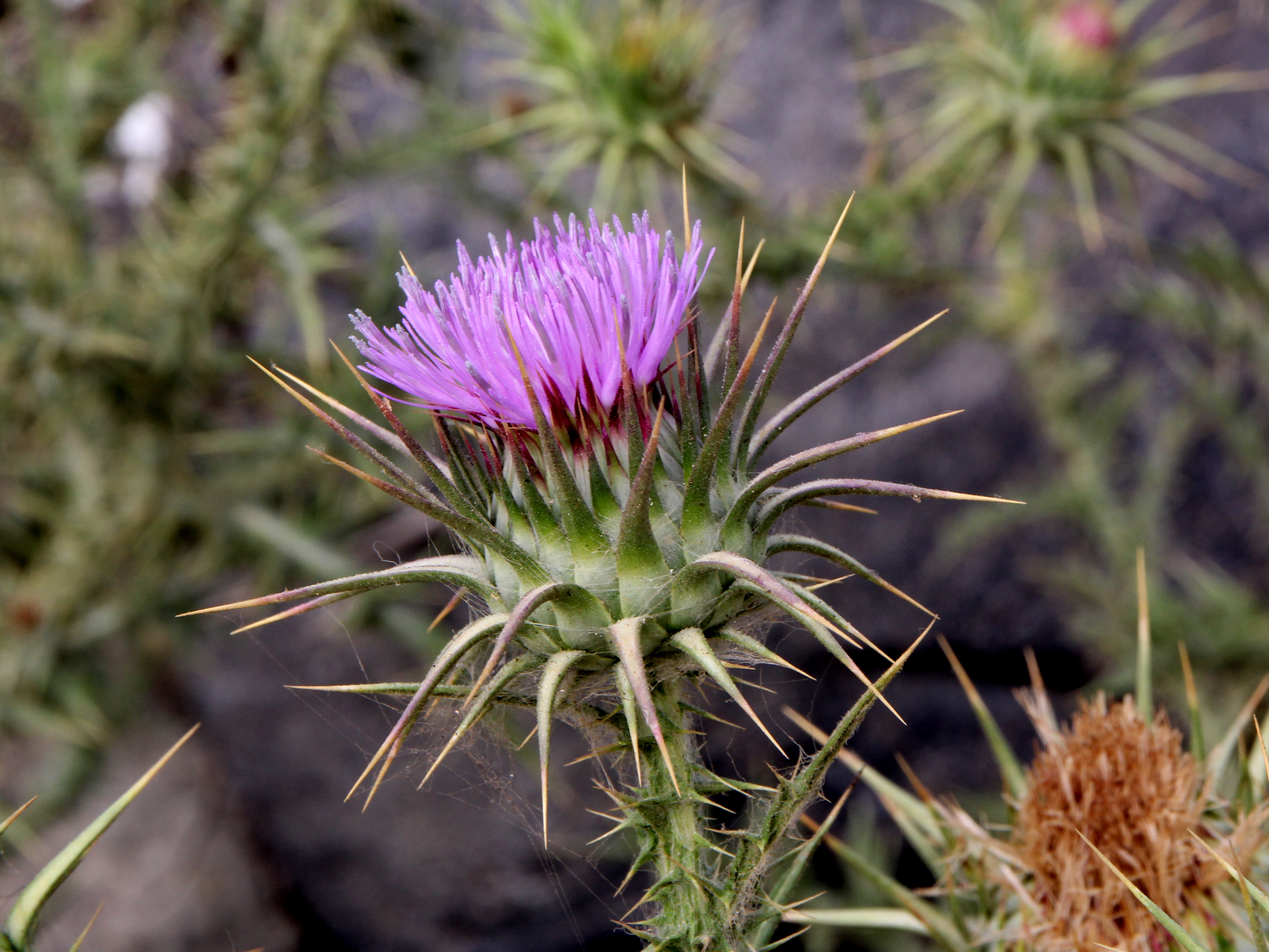
Carduus nutans — Тулузский музей

Чертополох поникающий, или Чертополох поникший (лат. Carduus nutans) — вид двудольных растений рода Чертополох (Carduus) семейства Астровые (Asteraceae).

## Синонимы
В синонимику вида входят следующие названия:
- Ascalea nutans (L.) Hill
- Carduus armenus Boiss.
- Carduus coloratus Tamamsch.
- Carduus nutans var. armenus Boiss.
- Carduus nutans var. leiophyllus (Petrovič) Arènes
- Carduus nutans var. songaricus C.Winkl. ex O.Fedtsch. & B.Fedtsch.
- Carduus nutans var. vestitus (Hallier) B.Boivin
- Carduus phyllolepis Willk.
- Carduus schischkinii Tamamsch.
- Carduus songoricus (C.Winkl. ex C.Winkl.) Tamamsch.
- Carduus thoermeri subsp. armenus (Boiss.) Kazmi

## Распространение
Представители вида встречаются Евразии и Северной Африке, занесено в Северную Америку.
Произрастает у жилья, дорог, каменистых, сорных и деградированных землях, на остепеннёных лугах и в кустарниковых зарослях.

## Ботаническое описание
Двулетнее растение высотой до 150 см. Стебель простой или вверху ветвистый, слабопаутинистый. Под корзинками беловойлочный, без крыльев и шипов; ниже с выемчато-зубчатыми крыльями и игловидными шипами длиной 3—8 мм.
Листья перисто-надрезанные на 2—5-лопастные доли, низбегающие, длиной 6—40 см, шириной 1—10 см, голые или снизу по жилках с длинными волосками. Нижние листья на недлинных черешках, стеблевые — сидячие.
Корзинки одиночные, диаметром 3—8 см, поникающие. Листочки обёртки, ланцетные, шириной 4—10 мм. Венчик пурпурный.
Плод — светло-серая или светло-жёлтая семянка длиной 3—4 мм,